# ヤドリギ
ヤドリギ（宿生木・宿り木・宿木・寄生木）は広義にはヤドリギ類 (Mistletoe) の総称的通称だが、狭義には特にそのうちの一種、日本に自生する Viscum album subsp. coloratum の標準和名である。英語ではミスルトウ（mistletoe）と呼ばれる。
狭義のヤドリギ Viscum album subsp. coloratum は、セイヨウヤドリギ Viscum album （英語: European mistletoe, common mistletoe）の亜種である。この項目ではViscum albumとその亜種について解説する。
なお、学名はラテン語により、「白い（album）宿り木（viscum）」の意。
従来はヤドリギ科に属すとされていたが、現在（APG植物分類体系）はビャクダン科に含められている。

## 特徴（見た目）
ヨーロッパおよび西部・南部アジア原産。寄生植物で地面には根を張らず、他の樹木の枝の上に生育する常緑の多年生植物である。他の樹木の幹や枝に根を食い込ませて成長するが、一方的に養分や水を奪っているわけではなく自らも光合成をおこなう半寄生である。
30 - 100センチメートル (cm) ほどの長さの叉状に分枝した枝を持つ。黄色みを帯びた緑色の葉は1組ずつ対をなし、革のような質感で、長さ2 – 8 cm、幅0.8 - 2.5 cmほどの大きさのものが全体にわたってついている。花はあまり目立たない黄緑色で、直径2 – 3 mm程度である。果実は白または黄色の液果であり、数個の種子が非常に粘着質なにかわ状の繊維に包まれている。果実の色は、アカミヤドリギは赤色、セイヨウヤドリギは白色、日本のヤドリギは淡黄色が多い。
全体としては、宿主の枝から垂れ下がって、団塊状の株を形成する。宿主が落葉すると、この形が遠くからでも見て取れるようになる。

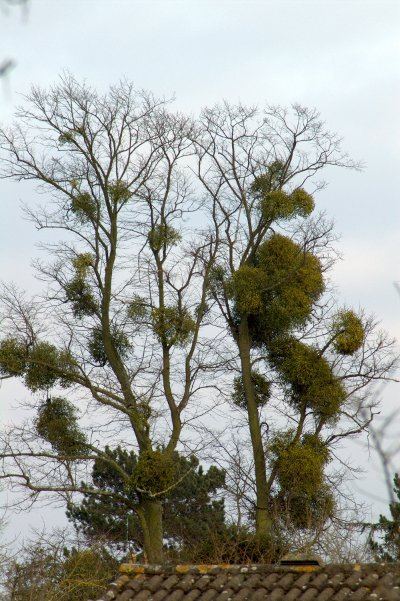
イギリスのヤドリギ

ヤドリギは多細胞真核生物としては初めてミトコンドリアの複合体Iが完全に欠如し電子伝達系全体が変化していることが確認された生物である。

## 種類
ヤドリギの種類は「大葉ヤドリギ」「穂咲ヤドリギ」「檜葉ヤドリギ」「西洋ヤドリギ」などが知られている。木々の高い枝に寄生するその独特の姿から、昔は神が降りる場所と信じられていた。木に寄生するのではなく、「宿る木」と考えられ「保与」とも呼ばれていた。別名は、寄生して成長するから「柏宿木」「寄生木」、ツタの姿に例えた「松蘿」、樹から樹に移って成長すると思われていたことから「トビズタ（トビヅタ）」、古名の「保与」、寄生を意味する「ホヤ」「ホイ」などがある。
亜種は一般的に4種類まであるとされており、しばしばさらに2亜種が加えられる。それらは果実の色、葉の形と大きさ、そして最も特徴的には宿主となる木が異なる。
- Viscum album subsp. abietis (Wiesb.) Abromeit — 中央ヨーロッパに分布する。果実は白、葉の大きさ8センチメートル。モミに寄生する。

- セイヨウヤドリギ Viscum album subsp. album — ヨーロッパ西部・南部アジアが原産[7]。ヨーロッパ、南西アジアからネパールにかけて分布。果実は白、葉は3–5センチメートル。リンゴ属、ポプラ、シナノキ属、まれにコナラ属の樹木に寄生。

- Viscum album subsp. austriacum (Wiesb.) Vollmann — 中央ヨーロッパに分布。果実は黄色、葉は2–4センチメートル。カラマツ属、マツ、トウヒに寄生する。

- Viscum album subsp. meridianum (Danser) D.G.Long — 東南アジアに分布。果実は黄色。葉は3–5センチメートル。カエデ、クマシデ属、クルミ、サクラ属、ナナカマド属に寄生。

- Viscum album subsp. creticum — ベーリング (Böhling) らが近年クレタ島西部から報告した (Böhling et al. 2002)。果実は白、葉は短い。カラブリアマツ (Pinus brutia) に寄生。

- ヤドリギ　Viscum album subsp. coloratum Komar — 日本でヤドリギといった場合、主にこれを指す。『中国植物志』では別種 Viscum coloratum (Komar) Nakai として扱われる。

## 日本のヤドリギ

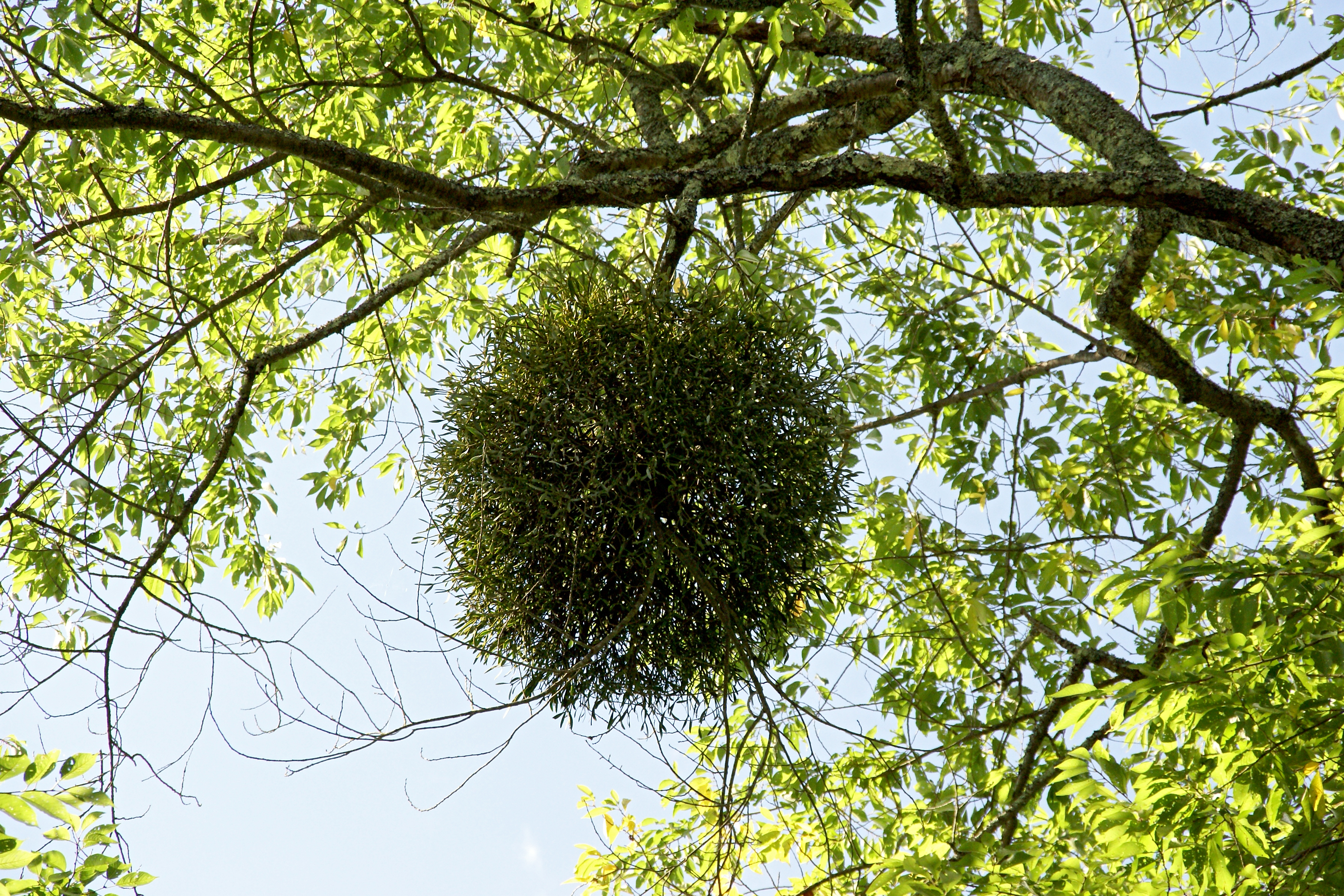
日本のヤドリギ（岩手県遠野市で）

標準和名ヤドリギ（学名: Viscum album subsp. coloratum、または Viscum album subsp. coloratum f. lutescens〈狭義〉）は、半寄生性の常緑広葉樹の小低木。日本のヤドリギは上記のようにセイヨウヤドリギの亜種とされる。
日本、朝鮮半島、中国に分布し、日本では北海道、本州、四国、九州に分布する。宿主樹木は主にエノキやケヤキなどの落葉広葉樹で、クリ・アカシデ・ヤナギ類・ブナ・ミズナラ・クワ・サクラにも半寄生して宿主樹木は幅広いが、基亜種よりは多くない。宿主の枝や幹に根をはって、養分と水分を吸い取って生育し、樹上に丸く茂る。枝は緑色で2 - 3回ほど分枝する。冬になると葉を落とした宿主樹木の上で、常緑の葉が目立つ。
葉は対生。葉身は倒披針形で長さ2 - 6センチメートル (cm) 、革質で厚い。花期は2 - 3月、雌雄異株で、枝先の葉の間に小さな黄色い花が咲く。果期は11 - 12月。果実の直径は6ミリメートル (mm) ほどの球形で、基亜種の果実が白く熟すのに対し、淡黄色になる。まれに橙黄色になるものがあり、アカミヤドリギ f. rubro-aurantiacum と呼ばれる。
シベリアで繁殖するキレンジャクや、ヒレンジャクなどがヤドリギの実を好んで食べる。しかし、種子は消化されずにそのままの形で排泄される。種子の外側には粘液物質がついており、長く粘液質の糸を引いて宿主となる樹上に落ちる。枝にくっつきやすく、種子が枝にぶら下がっている状態で見られることも多い。粘液によって樹皮上に張り付くと、そこで発芽して樹皮に向けて根を下ろし、寄生がはじまる。
枝や葉は、腰痛や婦人病の薬になる。

### 学名
- ヤドリギ（標準学名） - Viscum album L. subsp. coloratum Kom. (1903)[9]、別名タイワンヤドリギ。
- ヤドリギ（狭義） - Viscum album L. subsp. coloratum Kom. f. lutescens (Makino) H.Hara (1952)[10]
- ヤドリギ（シノニム）
  - Viscum album L. var. coloratum (Kom.) Ohwi (1953)[11]
  - Viscum coloratum (Kom.) Nakai var. alniformosanae (Hayata) Iwata (1956)[12]
  - Viscum coloratum (Kom.) Nakai (1919)[13]
  - Viscum alniformosanae Hayata (1916)[14]

## 文化
古くからヨーロッパでは宗教的に神聖な木とされ幸運を呼ぶ木とされてきた。冬の間でも落葉樹に半寄生した常緑樹（常磐木）は、強い生命力の象徴とみなされ、西洋・東洋を問わず、神が宿る木と考えられていた。
人類学 者のジェームズ・フレイザーの著作『金枝篇』の金枝とは宿り木のことで、この書を書いた発端が、イタリアのネミにおける宿り木信仰、「祭司殺し」の謎に発していることから採られたものである。古代ケルト族の神官ドルイドによれば、宿り木は神聖な植物で、もっとも神聖視されているオークに宿るものは何より珍重された。
セイヨウヤドリギは、クリスマスには宿り木を飾ったり、宿り木の下でキスをすることが許されるという風習がある。これは、北欧の古い宗教観に基づいたもので、映画や文学にもたびたび登場する。北欧の伝説では、小木の西洋ヤドリギが大木を奴隷のようにして養分を吸収する姿から、その力を天の神々も恐れていると信じられていた。